# Hans-Wilhelm von Dresky
Hans-Wilhelm von Dresky (27 de Janeiro de 1908 - 12 de Fevereiro de 1940) foi um comandante de U-Boot que serviu na Kriegsmarine durante a Segunda Guerra Mundial.